# Gamla stan metróállomás
A Gamla stan egy metróállomás Svédországban, a fővárosban, Stockholmban a Stockholmi metró zöld vonalán.

## Metróvonalak
Az állomást az alábbi metróvonalak érintik:
- zöld metróvonal
- piros metróvonal

## Kapcsolódó állomások
A metróállomáshoz az alábbi állomások vannak a legközelebb:
- T-Centralen (Mörby centrum metro station, észak, Line 14)
- Slussen metróállomás (Fruängen metro station, dél, Line 14)
- Slussen metróállomás (Hagsätra metro station, Line 19)
- T-Centralen (Hässelby strand metro station, Line 19)
- Slussen metróállomás (Farsta strand metro station, Line 18)
- T-Centralen (Alvik metro station, Råcksta metro station, Vällingby metro station, Hässelby strand metro station, Line 18)
- T-Centralen (Åkeshov metro station, Vällingby metro station, Hässelby strand metro station, Line 17)
- Slussen metróállomás (Skarpnäck metro station, Line 17)
- Slussen metróállomás (Norsborg metro station, Line 13)
- T-Centralen (Ropsten metro station, Line 13)